# Kriegsverdienstkreuz (Italien)

Kriegsverdienstkreuz, Revers

Das Kriegsverdienstkreuz  (italienisch Croce al merito di guerra), nicht zu verwechseln mit dem Kriegskreuz für militärische Tapferkeit, wurde am 18. Januar 1918 durch König Vittorio Emanuele III. von Italien gestiftet und wird an Angehörige der italienischen Streitkräfte verliehen, die sich während eines längeren Kriegseinsatzes bewährt haben. Eine Verleihung an Ausländer ist zulässig.
Die Auszeichnung ist ein aus Bronze gefertigtes einfaches Kreuz, in dessen Mitte ein fünfstrahliger Stern zu sehen ist. Auf der Rückseite waagrecht die Inschrift MERITO DI GVERRA (Kriegsverdienst). Im unteren Kreuzarm ein senkrecht stehendes Schwert, das von Eichenzweigen umgeben ist. Bis zum Ende der Monarchie in Italien im Jahre 1949 war im oberen Kreuzarm die gekrönten und verschlungenen Initialen V E (Vittorio Emanuele) und darunter die römische Ziffer III zu sehen. Seit der Ausrufung der Republik kommt die Auszeichnung mit der Chiffre R I (Repubblica Italiana) zur Verleihung.
Getragen wird die Auszeichnung an einem blauen Band mit zwei weißen Mittelstreifen auf der linken Brustseite.